# Trias
Cet article possède un paronyme, voir Dryas.
Pour les articles homonymes, voir Trias (homonymie).
Stratigraphie
Permien Jurassique
Paléozoïque
Subdivisions
standard
- T. supérieur
- T. moyen
- T. inférieur

Trias alpin
- Rhétien
- Norien
- Carnien
- Ladinien
- Anisien
- Scythien

Trias germanique
- Keuper
- Muschelkalk
- Buntsandstein

Paléogéographie et climat
Contexte géodynamique
- 245 Ma: début de la fragmentation de la Pangée (toujours en cours)

Faune et flore
Évolution
- 250 Ma: téléostéens (presque tous les poissons)
- 240 Ma : hyménoptères et diptères
- 240 Ma : dinosaures
- 240 Ma : lissamphibiens (≃amphibiens)
- 220 Ma : lépidoptères, ptérosaures, lépidosauriens
- 220 Ma : chéloniens (tortues)
- 220 Ma : mammifères
- 205 Ma : crocodyliformes (crocodiles)

Le Trias (autrefois Triassique) est un système géologique, subdivision de l'ère Mésozoïque comprise entre −252,2 ± 0,5 et −201,3 ± 0,2 millions d'années. Le Trias est précédé par le Permien et suivi par le Jurassique.
Défini et nommé par le géologue allemand Friedrich August von Alberti en 1834, le Trias doit son nom aux trois unités (litho-)stratigraphiques dont il se compose en Europe centrale : Buntsandstein (grès bigarré), Muschelkalk (calcaire coquillier) et Keuper. La régularité de ces dépôts en Europe centrale a particulièrement aidé les sédimentologues de mettre en évidence les principes de la stratigraphie.
A cette époque, la majeure partie des terres émergées est regroupée en un seul supercontinent appelé Pangée, entouré d'un vaste océan appelé Panthalassa (toute la mer).
L'appellation « Triassique » a parfois été utilisée alternativement dans certains textes français plus ou moins anciens.

## Âges et subdivisions
| Système                                            | Série     | Étage         | Age (Ma)    |
| -------------------------------------------------- | --------- | ------------- | ----------- |
| Jurassique                                         | Inférieur | Hettangien    | plus récent |
| Trias                                              | Supérieur | Rhétien       | 201.3–208.5 |
| Trias                                              | Supérieur | Norien        | 208.5–~228  |
| Trias                                              | Supérieur | Carnien       | ~228–~235   |
| Trias                                              | Moyen     | Ladinien      | ~235–~242   |
| Trias                                              | Moyen     | Anisien       | ~242–247.2  |
| Trias                                              | Inférieur | Olénékien     | 247.2–251.2 |
| Trias                                              | Inférieur | Indusien      | 251.2–252.2 |
| Permien                                            | Lopingien | Changhsingien | plus ancien |
| Subdivision du Trias selon l'IUGS, (Juillet 2012). |           |               |             |

Le début du Trias est aujourd'hui défini officiellement par la Commission internationale de stratigraphie par l'apparition du conodonte Hindeodus parvus. Le point stratotypique mondial correspondant à la limite inférieure du Trias est situé dans la coupe de Meishan (31° 04′ 47″ N, 119° 42′ 21″ E), dans le xian de Changxing, en Chine.
Le Trias est subdivisé en trois époques (Trias inférieur, moyen et supérieur) et en sept étages stratigraphiques,
Le Trias germanique est une unité lithostratigraphique présente dans une grande partie de l'Europe de l'Ouest et centrale (au nord des Alpes) et de la mer du Nord. Le Trias germanique est divisé en Buntsandstein (grès bigarré), Muschelkalk (calcaire coquillier) et Keuper.
Le Scythien est une subdivision du Trias, définie en 1895 par les géologues Edmund Moïssissovics, Wilhelm Heinrich Waagen et Carl Diener en domaine marin (Trias alpin). Cette subdivision correspond au Trias inférieur, et désigne soit un étage soit une série selon les auteurs. On rencontre également le terme équivalent de Werfénien.

## Paléogéographie et évolution tectonique
Depuis le Carbonifère supérieur et la fermeture sur sa partie ouest d'un vaste océan est-ouest appelé Paléotéthys, la majeure partie des terres émergées est regroupée en un seul supercontinent appelé Pangée. Ainsi au Trias inférieur, la disposition des continents ressemble à une sorte de « Pac-Man » avec la bouche ouverte vers l'est. La « mâchoire » supérieure est appelée Laurasia, la partie inférieure Gondwana, il est entouré d'un vaste océan appelé Panthalassa (toute la mer). La Paléotéthys (l'océan qui forme donc l'espace dans la bouche) continue de se refermer à l'est pendant tout le Trias. Sa fermeture par subduction en direction du nord crée une succession de petits océans (appelés bassins d'arrière-arc) dont on observe aujourd'hui les sédiments principalement en Europe de l'Est (bassins dit de Hallstatt, Meliata, Maliak et Küre). Au Permien, certaines terres se sont séparées de la marge nord du Gondwana et ont commencé à dériver vers le nord. Ce sont des parties de la Turquie, de l'Iran, de l'Afghanistan, du Tibet et de la Chine du Sud. Ce chapelet de grandes îles est appelé « continents cimmériens » ; ils vont entrer en collision avec la Laurasia au Trias supérieur engendrant l'orogénèse cimmérienne. Le Trias supérieur voit aussi se développer une importante province magmatique qui recouvre aujourd'hui le Maroc et la Nouvelle-Angleterre aux États-Unis. Ce volcanisme est précurseur de l'ouverture de l'Atlantique central qui va suivre.
Si donc le Trias est remarquable pour son calme tectonique en Europe occidentale et notamment en France, son histoire à l'est de la frontière austro-suisse est plutôt agitée. C'est aussi dans les montagnes entre le Tyrol et la Chine du sud, qu'on trouvera les plus importants dépôts du Trias et où sa stratigraphie moderne a été définie.

## Climat
Le Trias inférieur en Europe occidentale est marqué par d'importants dépôts de roches évaporitiques. Les principales mines de sel de Suisse (mines de Bex), d'Autriche (Hallstatt), d'Allemagne (vallée de la Prim et Schwäbisch Hall en Souabe), de Lorraine et de Franche-Comté proviennent de dépôts sédimentaires triasiques. De plus, aucun sédiment glaciaire n'est connu au Trias. Ce sont donc des signes d'un climat chaud qui perdurera pendant toute la période. La taille importante du supercontinent Pangée devait modérer l'influence de l'océan sur son climat et il devait y avoir de grands déserts ainsi que d'importantes zones de climat continental. Des petits gisements de charbon se sont également formés (gisement de Haute-Saône et des Vosges).
Le trias supérieur a été le théâtre de l'épisode pluvial du Carnien, où la Pangée subit des pluies incessantes durant au moins un million d'années, alors que son climat global est plutôt désertique.

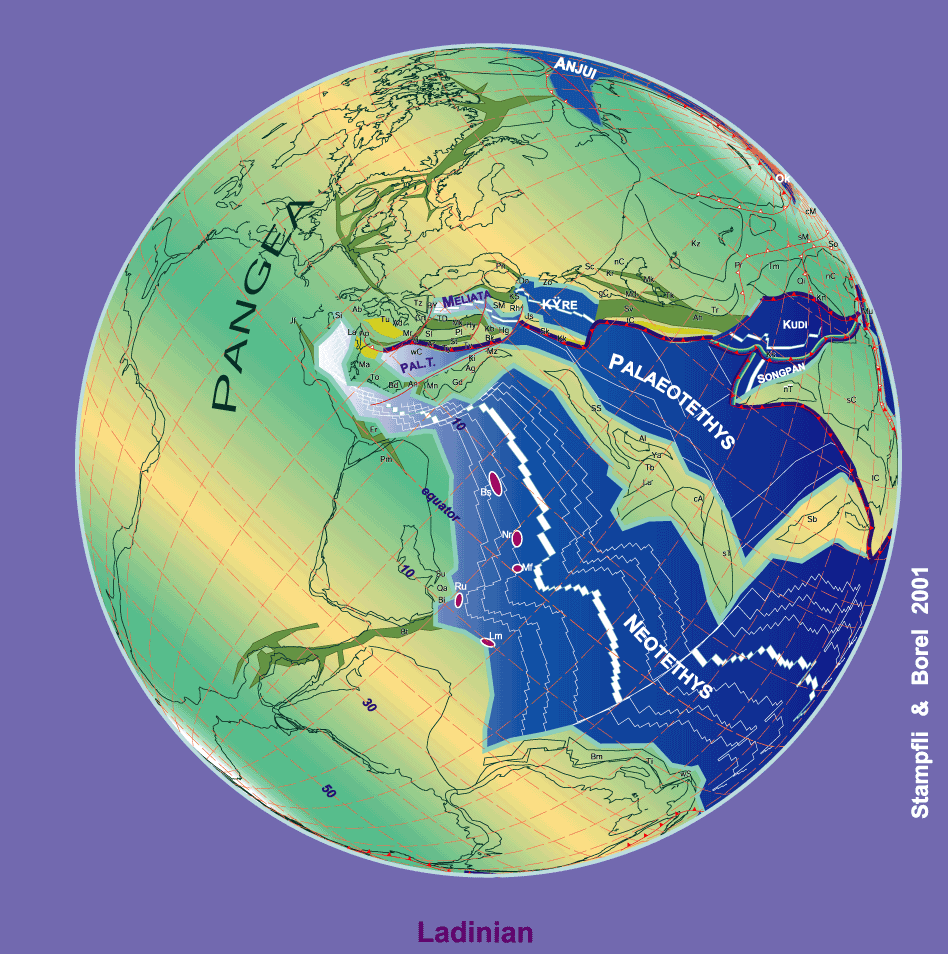
Reconstitution de l'étape de la tectonique des plaques il y a 230 Ma.

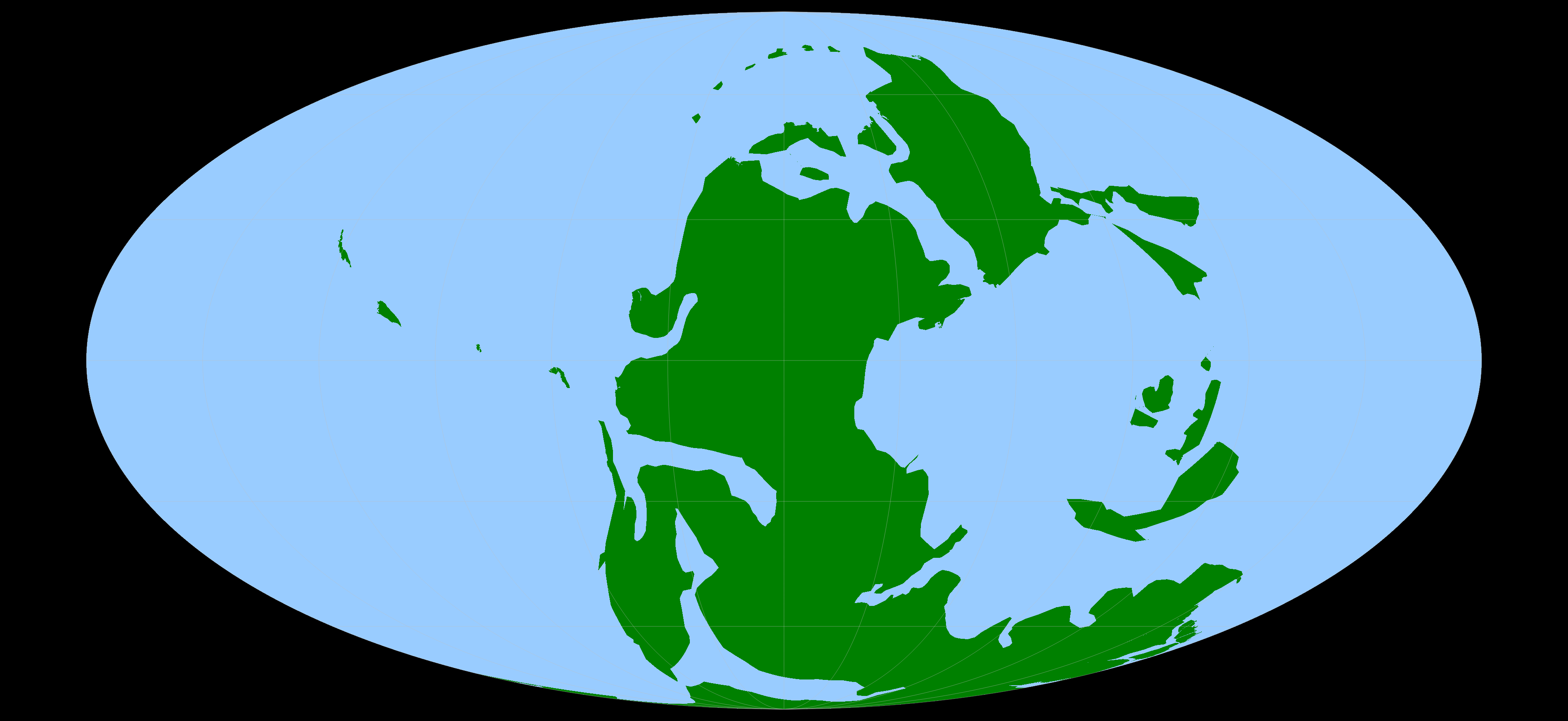
Reconstitution de la paléogéographie terrestre au début du Trias, il y a 275 Ma.

## Évolution de la vie
Le Trias débute par définition après la plus grande extinction d'espèces vivantes dans l'histoire de l'évolution de la vie sur Terre, celle de la limite Permien-Trias. Le Trias se termine par une autre des cinq plus grandes extinctions, celle de la limite Trias-Jurassique. Entre ces deux repères nets, le Trias inférieur est marqué par une lente et difficile rediversification des espèces après la catastrophe. Il est aussi probable que l'environnement encore instable ait provoqué plusieurs petites extinctions qui ont marqué des arrêts dans la rediversification. Le Trias moyen est une époque stable qui observe le retour de systèmes écologiques complets et complexes, notamment les récifs qui étaient absents du Trias inférieur. Le Trias supérieur est marqué par une succession de petites crises touchant à chaque fois différentes communautés (la faune benthique, la faune pélagique, la flore terrestre, les dinosaures), crises entrecoupant des périodes de stabilité et qui vont amener à la grande crise de la limite Trias/Jurassique.
Trois types d'organismes marquent donc le Trias : des survivants de la limite Permien/Trias (P/T), des groupes qui vont exploser mais qui auront une durée de vie limitée et des nouveaux groupes qui domineront tout le Mésozoïque.
L'environnement marin est marqué par l'établissement au Trias moyen des types modernes de coraux après l'extinction des formes paléozoïques à la limite Permien/Trias. Un type d'algues calcaires (tubiphytes) va créer également d'importants récifs mais ce groupe s'éteindra presque totalement pendant le Trias supérieur. Les ammonites vont se rediversifier et redevenir abondantes à partir d'une seule lignée survivante de la limite P/T. Des bivalves pélagiques seront également localement très abondants. Les conodontes, important groupe pour la datation des roches, s'éteindront complètement à la limite Trias-Jurassique. Les poissons, qui ont subi peu de pertes à la limite P/T, montrent une grande stabilité. Les reptiles marins (notamment les ichthyosaures, plésiosaures, placodontes) vont se développer, devenir communs au Trias moyen et atteindre des tailles énormes au Trias supérieur.
Le principal changement dans les océans sera l'apparition au Trias supérieur du plancton à coquilles calcaires et du nanoplancton. Cette apparition va modifier profondément tant l'écologie et la chaîne alimentaire océanique que la chimie marine.
Chez les végétaux terrestres, les survivants de la limite P/T que sont les lycophytes dominent encore au Trias inférieur avant de laisser leur place aux cycades, ginkgophyta (qui ne sont plus représentés actuellement que par Ginkgo biloba) et les glossoptérides. Puis les spermatophytes, ou plantes à graines vont dominer la flore et dans l'hémisphère nord les conifères vont se multiplier.
Différents groupes d'amphibiens vont se succéder tout au long du Trias en se maintenant avec succès. Chez les reptiles, au Carnien, des cynodontes vont donner naissance aux premiers mammifères. Les Archosaures vont progressivement remplacer les reptiles synapsides qui ont dominé le Permien. Certains d'entre eux avec des espèces de petites tailles, évolueront en donnant entre autres naissance aux ptérosaures, aux dinosaures et aux Pseudosuchia. Les Squamata apparaissent au Carnien, ils donneront naissance aux lepidosauria (serpents et aux lézards actuels) dont les Sphenodontia, groupe important à l'époque mais qui ne compte plus aujourd'hui qu'une espèce en danger d'extinction dans quelques îles de Nouvelle-Zélande. Les premiers Chéloniens (tortues) vont apparaître au Norien.